# La Macarena Airport
La Macarena Airport är en flygplats i Colombia.   Den ligger i departementet Meta, i den centrala delen av landet, 140 km söder om huvudstaden Bogotá. La Macarena Airport ligger 410 meter över havet.
Terrängen runt La Macarena Airport är platt åt nordost, men åt sydväst är den kuperad. Terrängen runt La Macarena Airport sluttar österut. Runt La Macarena Airport är det glesbefolkat, med 16 invånare per kvadratkilometer. Närmaste större samhälle är Mesetas, 17,7 km väster om La Macarena Airport. Omgivningarna runt La Macarena Airport är huvudsakligen savann.